# Тапонен, Туукка
Туукка Тапонен (род. 26 октября 2006, Лохья, Финляндия) — финский автогонщик. В сезоне 2024 года выступает в Региональном европейском чемпионате Формулы за команду R-ace GP. Он занял второе место в чемпионате Формулы-4 ОАЭ сезона 2023 года и является членом молодёжной программы Ferrari.

## Карьера

### Картинг
Тапонен начал заниматься картингом в возрасте двух лет, когда его отец Марко был гонщиком йокки или фолкрейса, финской формы недорогого ралли-кросса. В детстве Тапонен смотрел видео, на которых его отец участвовал в гонках на джокки и других автоспорте.
В 2017 году дебютировал в картинге в родной Финляндии, на юниорском чемпионате Финляндии в классе Ракет, который выиграл. В 2018 году Тапонен занял третье место на чемпионате Финляндии в классе юниоров OK и выиграл чемпионат в 2019 году.
Тапонен дебютировал в CIK на турнире CIK-FIA Karting Academy Trophy и занял 13-е место в своем классе. Он также присоединился к Kohtala Sports для участия в Rotax Max Challenge Grand Finals в классе юниоров и занял 17-е место.
Тапонен присоединился к Kohtala Sports для участия в чемпионате Европы CIK-FIA 2019 года и чемпионате мира CIK-FIA 2019 года в классах OKJ и занял в них 4-е и 33-е места.
В 2020 году Туукка присоединился к команде Tony Kart в категории OK Junior, занял третье место на чемпионате Европы CIK-FIA и второе место на чемпионате мира CIK-FIA. Он дебютировал в 2021 году и в свой первый этап в классе выиграл чемпионат мира CIK-FIA 2021 года в Кампильосе. Тапонен также выиграл Открытый Кубок WSK в том же году, а в конце года он принял участие в Мировом финале FDA Scouting World Finals, но не выиграл, а вместо этого был помещен под особое наблюдение Ferrari.
Тапонен во второй раз участвовал в мировом финале скаутинга молодёжной программы Ferrari в 2022 году, что обеспечило ему место в молодёжной программе Ferrari.

### Формула-4

#### Formula Academy Финляндия
Тапонен дебютировал в формульных гонках в Formula Academy Финляндия в сезоне 2021 года за команду Koiranen Kemppi Motorsport, в неполном сезоне одержал две победы в дебютном этапе на Кими Ринге, а в сезоне 2022 года провёл ещё один неполный сезон и занял шестое место в гонке. чемпионство, оставаясь непобедимым во всех гонках, в которых участвовал.

#### Формула-4 ОАЭ
Он впервые полноценно дебютировал в формульных гонках в чемпионате Формулы-4 ОАЭ в сезоне 2023 года за команду Mumbai Falcons Racing Limited. На своём первом этапе на Автодроме Дубай Тапонен завоевал свой первый подиум в серии во второй гонке, а также ещё один подиум в следующей гонке.
На втором этапе в Кувейте Тапонен завоевал только одно третье место, которое занял во второй гонке, поскольку сошёл на третьей гонке, но на следующем этапе в Кувейте одержал свою первую победу в сезоне во второй гонке. Тапонен собрал свои два первых поула в четвертом этапе на автодроме Дубай, а также одержал победы во всех трёх гонках.
В финальном этапе чемпионата на трассе Яс Марина Тапонен дважды финишировал вторым, но сошёл на финальной гонке, заняв второе место в чемпионате с 212 очками, 4 победами и 2 поул-позициями. Хотя Тапонен и не выиграл чемпионский титул, он выиграл титул новичка.

#### Итальянская Формула-4

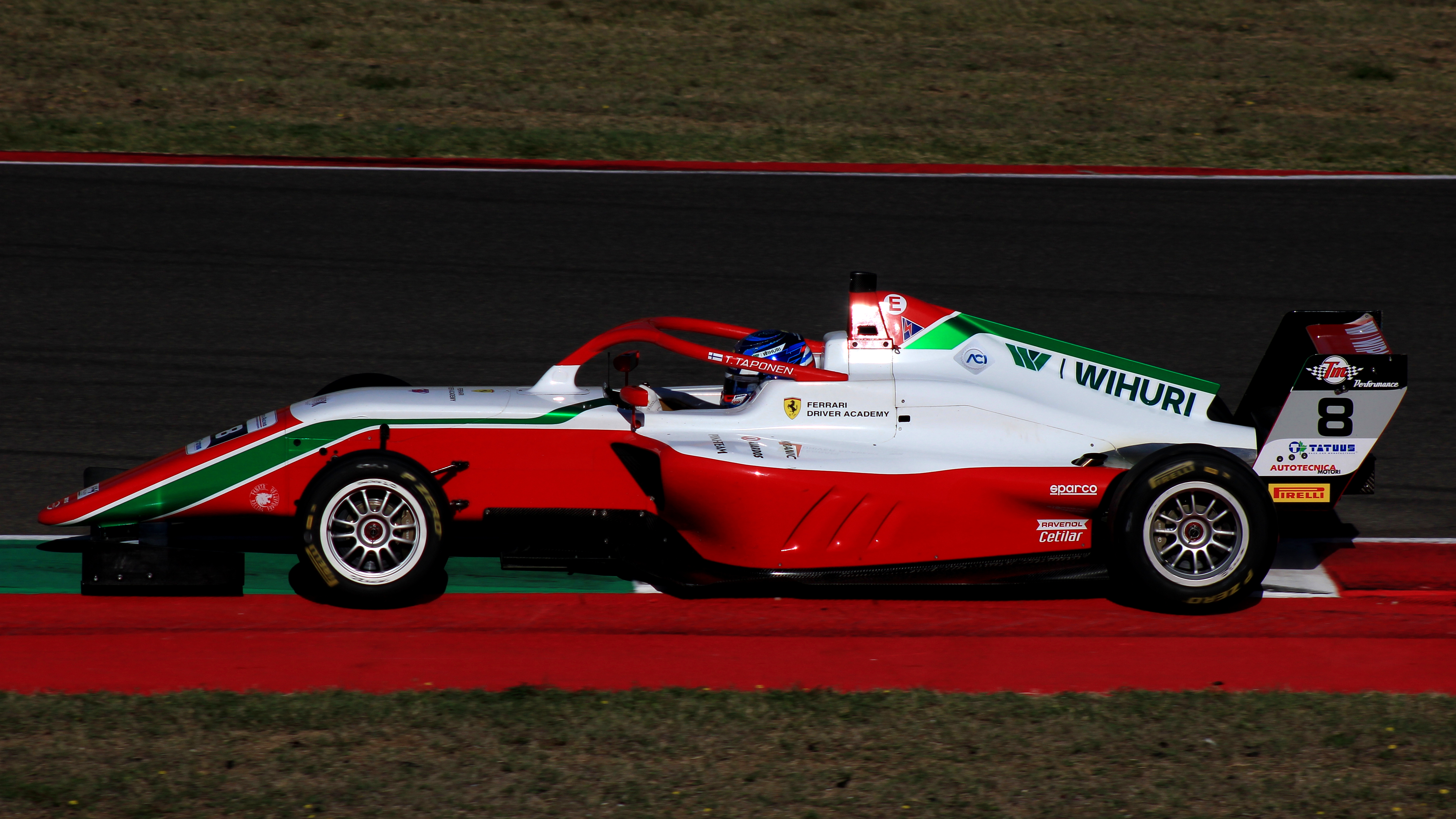
Тапонен в Итальянской Формуле-4 в сезоне 2023 года на трассе Муджелло

В течение своих постоянных выступлениях в Формуле-4 Тапонен участвовал в Итальянской Формуле-4 в сезоне 2023 года за команду Prema Racing. 
Его дебютный этап в Итальянской Формуле-4 оказался не впечатляющим по сравнению со своими соперниками. Он изо всех сил пытался найти свою опору и закончил первый этап в Имоле всего с четырьмя очками, двумя девятыми местами в первых двух гонках и в последней гонке. он ехал двенадцатым, но его сошёл за машиной безопасности из-за повреждений. 
Этап в Мизано стал более успешным для финна, поскольку Тапонен занял свою первую поул-позицию и доминировал в первой гонке, одержав свою первую победу, а в следующих двух гонках занял четвертое и пятое места, набрав 47 очков и что вывело его на 5-е место в личном зачёте. В третьей гонке на трассе Спа-Франкоршам, форма ухудшилась, поскольку Тапонену удалось финишировать только на седьмом месте только два раза в первой и третьей гонке. В Монце был единственный подиум в первой гонке, поскольку он сошёл во второй гонке после схватки с Альфио Спиной. 
В Поль Рикаре Тапонен финишировал пятым в первой гонке, а в следующей гонке поднялся на второе место. Финальную гонку он завершил на третьем месте. 
В Муджелло Тапонен и его напарники по команде боролись со скоростью, так как в первой гонке Тапонен, как предполагалось, выскочил на старт, но на самом деле застрял на стартовой решётке и опустился на 13-е место. Он вернулся на девятое место, но после получения 10-секундного штрафа потерял очки и занял 15-е место. В следующих двух гонках Тапонен стабильно попадал в пятёрку лучших, но не финишировал на подиуме. Финальный раунд в Валлелунге ознаменовался чередой подиумов: он закончил сезон на 5-м месте с 196 очками. 
Тапонен также участвовал в первом сезоне чемпионата Euro 4 за команду Prema Racing. Он стабильно набирал очки и впервые поднялся на подиум на финальном этапе в Барселоне. Он завершил чемпионат на пятом месте в личном зачёте с 102 очками.

### Региональный европейский чемпионат Формулы

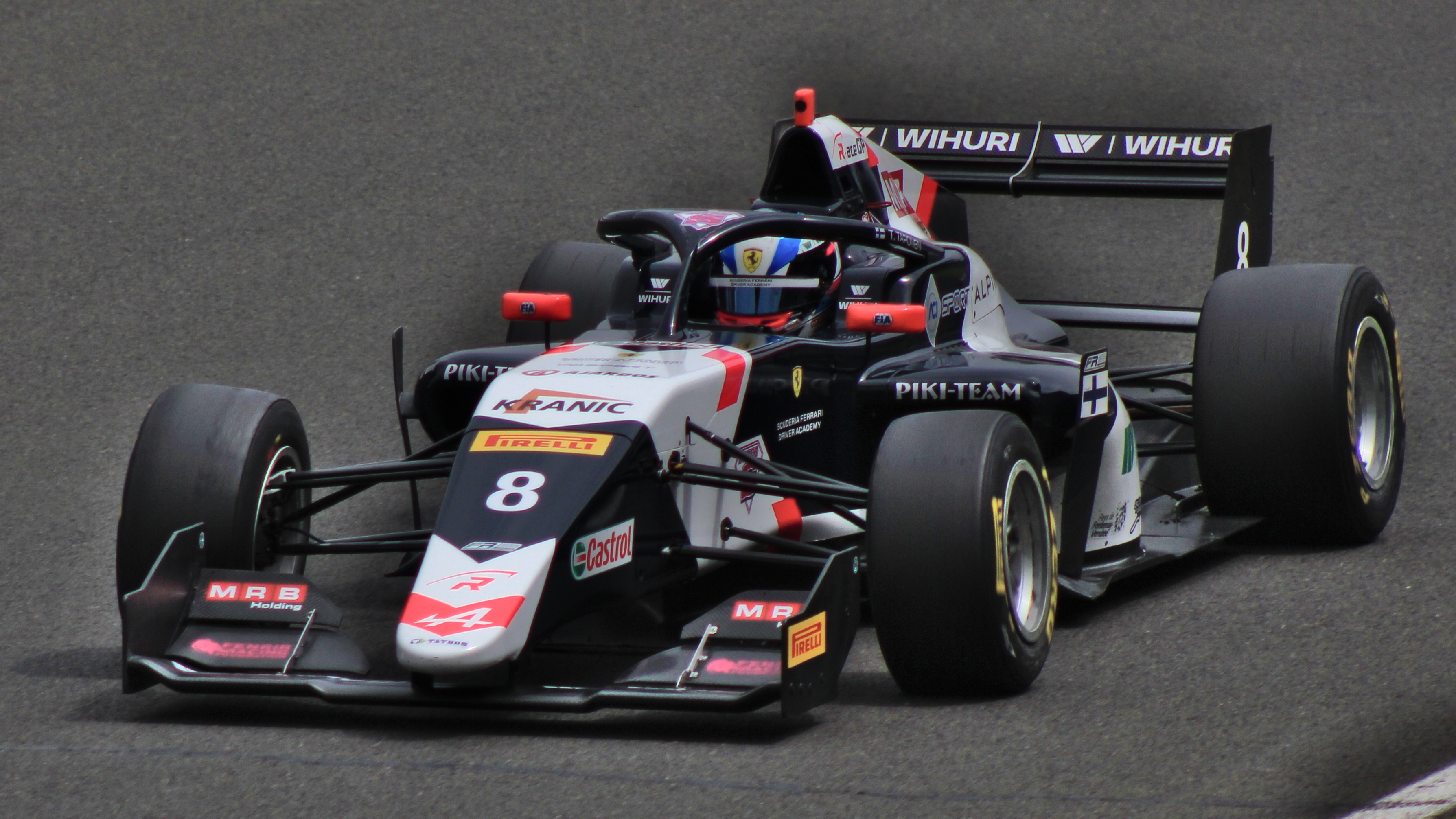
Тапонен в Региональном европейском чемпионате Формулы в сезоне 2024 года на трассе Хунгароринг

Наряду с выступлениями в Региональнм чемпионате Ближнего Востока Формулы в сезоне 2024 года Тапонен примет участие в Региональном европейском чемпионате Формулы в сезоне 2024 года, где будет выступать за команду R-ace GP.

### Формула-3
Тапонен дебютировал в Формуле-3 за команду ART Grand Prix на трассе Спа-Франкоршам.